# SMTPS
SMTPSは、通信プロトコルのひとつ。TLS (Transport Layer Security)を用いてSMTPをセキュアにする手法である。

## 概要
SMTPSはトランスポート層において、データ完全性、機密性と通信相手を認証する機能を提供する。アプリケーション層でクライアントとサーバは通常のSMTPを利用するが、コネクション自体はSSL/TLSによって保護される。この動作はコネクションの確立時に行われる。クライアントやサーバがコネクションを確立する際、SSL/TLSを利用するかどうかは分からないため、SMTPSのためのポート番号を割り当てることが一般的である。

## 歴史
1997年初めにIANAは465番ポートをSMTPSに割り当てたが、1998年末にSTARTTLSが制定されると、465番ポートの割り当ては無効とされた。STARTTLSでは、最初にSMTPでの接続を試み、途中でTLSを使った通信に切り替える。このため、セッションを張る時点でクライアントはTLSを利用するかどうか指定しなくてよい。SMTPクライアントは通常、サーバーがTLSを利用するかどうか事前に知り得ないため、この点は便利である。
2009年の時点で、465番ポートはSource-specific multicast (SSM)が使用するものとされた。しかし、平文またはSTARTTLSでのメール送信について、かつて25番ポートからRFC 4409において587番ポートを使用するようになった際にも、25番ポートの利用はサポートされた。これと同様にSMTPSでも、465番ポートのサポートは続くと予期された
。
結局、465番ポートが使用され続けていることから、 RFC 8314 で再びTLSを用いるメール送信（Message Submission Agentへの通信）に割り当てられることとなった。ただし、以前の割り当てと以下の点が異なる。
- サービス名称がsmtpsからsubmissionsとなった。すなわち、用途はメールサブミッション（587番ポートのようにMessage Submission Agentへの通信）であると定められた。
- TCPのみの割り当てとなっている。もっぱらTCPのみが用いられている現実であるため、UDPなど他のトランスポート層プロトコルは割り当ての対象外とされた。

RFC 8314の発行以降、TCP 465番はSSMとの重複割り当てとなっている。